# Otis Harris
Otis Harris (ur. 30 czerwca 1982 w Edwards w stanie Missisipi) – amerykański lekkoatleta, złoty medalista olimpijski w sztafecie 4x 400 m i srebrny medalista indywidualnie na 400 m.
Trzeci zawodnik Światowego Finału IAAF (bieg na 400 m, Monako 2004).

## Rekordy życiowe
- bieg na 400 m - 44,16 (2004)